# 康成仁
康成仁（？—？），男，中华人民共和国军事人物，曾任中国人民解放军陆军参谋学院政治委员，第八届全国人大代表。